# Обианг, Йоанн
Йоанн Серж Обианг (фр. Johann Obiang; род. 5 июля 1993, Ле-Блан-Мениль, Франция) — габонский футболист, защитник французского клуба «По» и национальной сборной Габона.

## Клубная карьера
Начал футбольную карьеру в академии французского клуба «Шатору». Дебютировал за первую команду 21 декабря 2012 года в матче против клуба «Кан». Забил первый гол 7 февраля 2014 года в матче против клуба «Серкль Атлетик» на 60-й минуте.

## Международная карьера
В январе 2015 года сыграл на Кубке африканских наций 3 матча против сборной Буркина-Фасо, сборной Республики Конго и сборной Экваториальной Гвинеи.

## Статистика
| Сезон           | Клуб            | Дивизион        | Лига  | Лига | Кубок | Кубок | Евро  | Евро | Всего | Всего |
| Сезон           | Клуб            | Дивизион        | Матчи | Голы | Матчи | Голы  | Матчи | Голы | Матчи | Голы  |
| --------------- | --------------- | --------------- | ----- | ---- | ----- | ----- | ----- | ---- | ----- | ----- |
| 2012/13         | Шатору          | Лига 2          | 5     | 0    | 0     | 0     | 0     | 0    | 0     | 0     |
| 2013/14         | Шатору          | Лига 2          | 33    | 2    | 0     | 0     | 0     | 0    | 33    | 2     |
| 2014/15         | Шатору          | Лига 2          | 27    | 0    | 1     | 0     | 0     | 0    | 28    | 0     |
| 2015/16         | Шатору          | Лига 3          | 5     | 0    | 0     | 0     | 0     | 0    | 5     | 0     |
| Всего в карьере | Всего в карьере | Всего в карьере | 70    | 2    | 1     | 0     | 0     | 0    | 71    | 2     |